# یسرا اللوزی
یسرا اللوزی (عربی: يسرا اللوزى؛ زادهٔ ۸ اوت ۱۹۸۵) هنرپیشه اهل مصر است.
از فیلم‌ها یا برنامه‌های تلویزیونی که وی در آن نقش داشته‌است می‌توان به هلیوبولیس اشاره کرد.